# Jeffrey C. Hall
Jeffrey Connor Hall (New York, 3 mei 1945) is een Amerikaans geneticus en bioloog. Hij is emeritus professor van Brandeis-universiteit in Waltham in de staat Massachusetts. Daarnaast was hij verbonden aan de universiteit van Maine. In 2017 ontving hij samen met zijn landgenoten Michael Rosbash en Michael W. Young de Nobelprijs voor Fysiologie of Geneeskunde.

## Biografie
Hall werd geboren in het New Yorkse stadsdeel Brooklyn maar groeide op in de buitenwijken van Washington, omdat zijn vader Joseph W. Hall als journalist werkzaam was voor Associated Press. Als highschoolstudent streefde Hall een carrière na in de geneeskunde en startte daarom in 1963 met een studie medicijnen aan het Amherst College. Echter als eerstejaarsstudent vond hij zijn passie in de biologie. Later, om ervaring op te doen in onderzoek, werkte Hall samen met Philip Ives waarbij hij gefascineerd raakte door het bestuderen van Drosophila en de genetica ervan.
Hall vervolgde zijn universitaire studie aan de Universiteit van Washington in Seattle waar hij zowel zijn master als zijn PhD behaalde. Voor het voltooien van zijn doctoraalonderzoek ging Hall in 1971 naar het laboratorium van Seymour Benzer aan het California Institute of Technology, waar Doug Kankel hem alles leerde over de neuroanatomie en neurochemie van Drosophila. In 1974 trad Hall toe tot de staf van de Brandeis-universiteit in Waltham (Massachusetts) als universitair docent biologie.

## Onderzoek
Voor zijn onderzoek naar het mechanisme van het circadiaan ritme werkte Hall primair met Drosophila, het geslacht van de fruitvliegjes. In 1971 hadden de biologen Seymour Benzer en Ronald Konopka in het DNA van Drosophila het gen ontdekt dat een belangrijke rol speelt in het dag-nachtritme. Samen met collega Rosbash vond Hall vervolgens dat dit period-gen een PER-eiwit aanmaakt. De productie van dit eiwit bleek niet constant te zijn, overdag is veel van dit eiwit te vinden in cellen maar 's nachts daalt het niveau ervan. Hiermee kon een deel van het circadiaan ritme door Hall en Rosbash verklaard worden.
- CiNii: DA02608168
- Gemeinsame Normdatei: 1140790048
- International Standard Name Identifier: 0000 0001 1689 246X
- Library of Congress Control Number: n81107641
- Nationale Bibliotheek van Israël: 987007422985205171
- Nederlandse Thesaurus van Auteursnamen: 069083908
- Système universitaire de documentation: 060750553
- Trove: 1248469
- Virtual International Authority File: 94576649
- WorldCat: E39PBJjt9vhgMYfxHG4vyjTPwC

1901: Behring · 
1902: Ross · 
1903: Finsen · 
1904: Pavlov · 
1905: Koch · 
1906: Golgi, Ramón y Cajal · 
1907: Laveran · 
1908: Mechnikov, Ehrlich · 
1909: Kocher · 
1910: Kossel · 
1911: Gullstrand · 
1912: Carrel · 
1913: Richet ·
1914: Bárány · 
1919: Bordet · 
1920: Krogh · 
1922: Hill, Meyerhof · 
1923: Banting, Macleod · 
1924: Einthoven ·
1926: Fibiger · 
1927: Wagner-Jauregg · 
1928: Nicolle · 
1929: Eijkman, Hopkins · 
1930: Landsteiner · 
1931: Warburg · 
1932: Sherrington, Adrian · 
1933: Morgan · 
1934: Whipple, Minot, Murphy · 
1935: Spemann · 
1936: Dale, Loewi · 
1937: Szent-Györgyi · 
1938: Heymans · 
1939: Domagk · 
1943: Dam, Doisy · 
1944: Erlanger, Gasser · 
1945: Fleming, Chain, Florey · 
1946: Muller · 
1947: C. Cori, G. Cori, Houssay · 
1948: Müller · 
1949: Hess, Moniz · 
1950: Kendall, Reichstein, Hench · 
1951: Theiler · 
1952: Waksman · 
1953: Krebs,Lipmann ·
1954: Enders, Weller, Robbins · 
1955: Theorell · 
1956: Cournand, Forssmann, Richards · 
1957: Bovet · 
1958: Beadle, Tatum, Lederberg · 
1959: Ochoa, Kornberg · 
1960: Burnet, Medawar · 
1961: Békésy · 
1962: Crick, Watson, Wilkins · 
1963: Eccles, Hodgkin, Huxley · 
1964: Bloch, Lynen · 
1965: Jacob, Lwoff, Monod · 
1966: Rous, Huggins · 
1967: Granit, Hartline, Wald · 
1968: Holley, Khorana, Nirenberg · 
1969: Delbrück, Hershey, Luria · 
1970: Katz, Euler, Axelrod · 
1971: Sutherland · 
1972: Edelman, Porter · 
1973: Frisch, Lorenz, Tinbergen · 
1974: Claude, De Duve, Palade · 
1975: Baltimore, Dulbecco, Temin ·
1976: Blumberg, Gajdusek · 
1977: Guillemin, Schally, Yalow · 
1978: Arber, Nathans, Smith · 
1979: Cormack, Hounsfield · 
1980: Benacerraf, Dausset, Snell · 
1981: Sperry, Hubel, Wiesel · 
1982: Bergström, Samuelsson, Vane · 
1983: McClintock · 
1984: Jerne, Köhler, Milstein · 
1985: Brown, Goldstein · 
1986: Cohen, Levi-Montalcini · 
1987: Tonegawa · 
1988: Black, Elion, Hitchings · 
1989: Bishop, Varmus · 
1990: Murray, Thomas · 
1991: Neher, Sakmann · 
1992: Fischer, Krebs · 
1993: Roberts, Sharp · 
1994: Gilman, Rodbell · 
1995: Lewis, Nüsslein-Volhard, Wieschaus · 
1996: Doherty, Zinkernagel · 
1997: Prusiner · 
1998: Furchgott, Ignarro, Murad · 
1999: Blobel · 
2000: Carlsson, Greengard, Kandel ·
2001: Hartwell, Hunt, Nurse · 
2002: Brenner, Horvitz, Sulston · 
2003: Lauterbur, Mansfield · 
2004: Axel, Buck · 
2005: Marshall, Warren ·
2006: Fire, Mello ·
2007: Capecchi, Smithies, Evans ·
2008: Zur Hausen, Barré–Sinoussi, Montagnier ·
2009: Blackburn, Greider, Szostak ·
2010: Edwards ·
2011: Beutler, Hoffmann, Steinman ·
2012: Gurdon, Yamanaka ·
2013: Rothman, Schekman, Südhof ·
2014: O'Keefe, Moser, Moser ·
2015: Campbell, Omura, Tu ·
2016: Osumi ·
2017: Hall, Rosbash, Young ·
2018: Allison, Honjo ·
2019: Kaelin, Ratcliffe, Semenza ·
2020: Alter, Houghton, Rice ·
2021: Julius, Patapoutian ·
2022: Pääbo ·
2023: Karikó, Weissman ·
2024: Ambros, Ruvkun